# Тейхер, Иоганн Христофор
Иоганн Христофор Тейхер (нем. Johann Christoph Teucher; 1715, Дрезден — не ранее 1763 и не позднее 1799) — немецкий гравёр по меди, адъюнкт-профессор Императорской Академии художеств в Санкт-Петербурге (1761—1763).

## Биография
Родился в 1715 году в Дрездене.
В 1750 году работал в Париже. Был приглашен из Вены Академией наук в 1761 году в помощь Г. Ф. Шмидту для усиления надзора за гравёрами; одновременно преподавал гравирование по меди и при Академии художеств в качестве адъюнкт-профессора при Е. П. Чемесове.
В 1763 году был уволен со службы и уехал обратно в Вену.
Дата смерти неизвестна (до 1799).

## Творчество
За время пребывания в России им были выгравированы:
- портрет французского посла маркиза д’Опиталя с оригинала Л. Токке[6];
- поколенный портрет Петра III с оригинала Ф. С. Рокотова[К 1].

За границей им сделаны следующие работы:
- Фридрих III, с портрета Гюбера;
- живописец Хендрик ван Стенвейк[англ.], с рисунка Ш. Эйзена[8];
- Михаелис, продавец эстампов, с картины А. М. Вернер[англ.][3];
- «Богоматерь с Спасителем» («Мадонна с розой») для Дрезденской галереи с картины Пармеджиано[9][10];
- «Смерть св. Иосифа» для галереи графа Брюлля с картины Хосе де Риберы[10];
- четыре гравюры, изображающие времена года, с картин А. Керна
- «Девушка перед зеркалом», гравюра по меди с картины Ж. Рау[К 2].

## Комментарии
1. ↑  Портрет Петра III остался неизданным, по свидетельству Я. Штелина, за несходством, а как считал Д. А. Ровинский — вследствие вступления в это время на престол Екатерины II[2]. Гравюра хранилась в Академии наук[2], ныне — в разделе «Русское искусство и культура» Эрмитажа (не представлена в постоянной экспозиции)[7].
2. ↑  Хранится в Национальной библиотеке Франции[11].